# Низамов, Эльмир Жавдетович
Эльмир Жавдетович Низамов  (род. 24 декабря 1986, СССР) — пианист и композитор, заслуженный деятель искусств Республики Татарстан, лауреат премии Президента Российской Федерации для молодых деятелей культуры (2020) , член Союза композиторов России, член Союза композиторов Республики Татарстан, лауреат премии имени Д.Сиразиева.

## Биография
Родился 24 декабря 1986 года в Ульяновске. В музыкальную школу поступил в возрасте 11 лет. В 2006 году окончил фортепианное отделение в Ульяновском музыкальном училище. После окончания училища переезжает в столицу Татарстана и поступает на композиторский факультет Казанской государственной консерватории имени Н. Жиганова, класс профессора А. Б. Луппова. В 2014 год Эльмир Низамов заканчивает аспирантуру. После был назначен старшим преподавателем кафедры композиции, а сейчас занимает должность заведующего кафедрой композиции Казанской консерватории.
Не раз проходил обучение за рубежом и в России, так в 2012 году прошёл стажировку в Шёнберг-Центре в городе Вена. В 2015 году проходил обучение в Международной академии молодых композиторов в городе Чайковский, занимался у Питера Аблингера, Рафаэля Сендо и Беат Фуррера. Неоднократный участник семинаров для молодых композиторов в Доме творчества композиторов «Руза» под руководством председателя ассоциации современной музыки В. Екимовского.
Одной из первых знаковых побед для композитора стало представление его сочинения в 2013 году — «Небесное движение» для большого симфонического оркестра представляло Россию на конкурсе «Международная трибуна современной музыки», организованном Международным советом по музыке ЮНЕСКО (International Music Council) и Европейским вещательным союзом (European broadcasting union) . В 2016 году это сочинение было исполнено старейшим оркестром филармонии Монте-Карло под управлением Александра Сладковского . В 2015 году стала большим событием премьера оперы Эльмира Низамова «Кара пулат» (Черная Палата). Она удостоилась республиканской театральной премии «Тантана» в номинации «Событие года». Также этот спектакль вошел в Long list Золотой маски в сезоне 2014—2015 . Номинант всероссийской театральной премии Золотая маска в 2017 году, в номинации работа композитора в музыкальном театре.

## Работы в кино
В 2020 году вышел киносериал «Зулейха открывает глаза», снятый по одноименной книге Гузель Яхиной. Саундтрек к нему — «Звезда надежды» («Омет йолдызы») был написан Низамовым. Произведение исполнила Эльмира Калимуллина.

## Фильмография
- 1. Короткометражный фильм «Представь»[13] режиссер Ильшат Рахимбай
- 2. «Неотосланные письма» режиссер Рустам Рашитов
- 3. «Упертый» режиссер Ильсеяр Дамаскин и Рустам Рашитов

## Сотрудничество с коллективами
Музыка Эльмира Низамова исполняется Государственным симфоническим оркестром Республики Татарстана, Филармоническим оркестром Монте-Карло, Симфоническим оркестром радио «Орфей» , Академическим симфоническим оркестром петербургской филармонии, камерным оркестром La Primavera, Камерным хором Республики Татарстан и др. Также композитор сотрудничает с ансамблями современной музыки: Ensemble Winer Collage (Вена), «Студия новой музыки» (Москва), Московский ансамбль современной музыки МАСМ (Москва), ГАМ-ансамбль (Москва), eNsemble (Санкт-Петербург), Молот-ансамбль (Санкт-Петербург), NoName (Нижний-Новгород), Nostri Temporis (Киев).
Композитор пишет не только академическую музыку, но и эстрадную. Его произведения исполняют звезды татарской эстрады. Наиболее яркий дуэт «Композитор и певица» у Низамова сложился с Эльмирой Калимуллиной.
В сентября 2021 года в концертном зале «Зарядье» в рамках цикла «Я — композитор!» состоялся концерт Эльмира Низамова. Музыку исполнил OpensoundOrchestra.